# Ergnies
Ergnies is een gemeente in het Franse departement Somme (regio Hauts-de-France) en telt 152 inwoners (1999). De plaats maakt deel uit van het arrondissement Abbeville.

## Geografie
De oppervlakte van Ergnies bedraagt 2,0 km², de bevolkingsdichtheid is 76,0 inwoners per km².
De onderstaande kaart toont de ligging van Ergnies met de belangrijkste infrastructuur en aangrenzende gemeenten.

## Demografie
Onderstaande figuur toont het verloop van het inwonertal (bron: INSEE-tellingen).